# Magdalenenkirche (Straßburg)

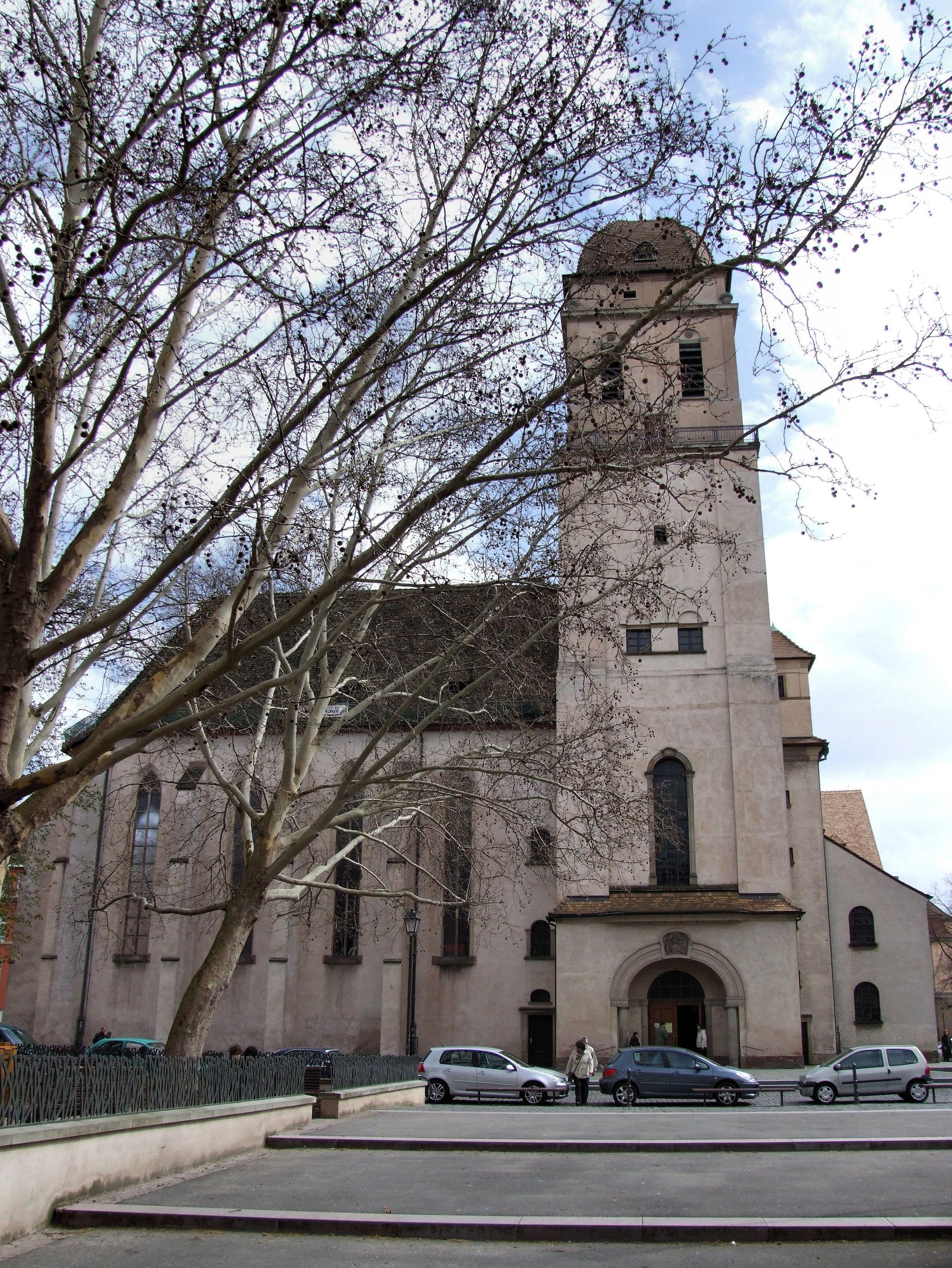
Hauptfassade der Magdalenenkirche

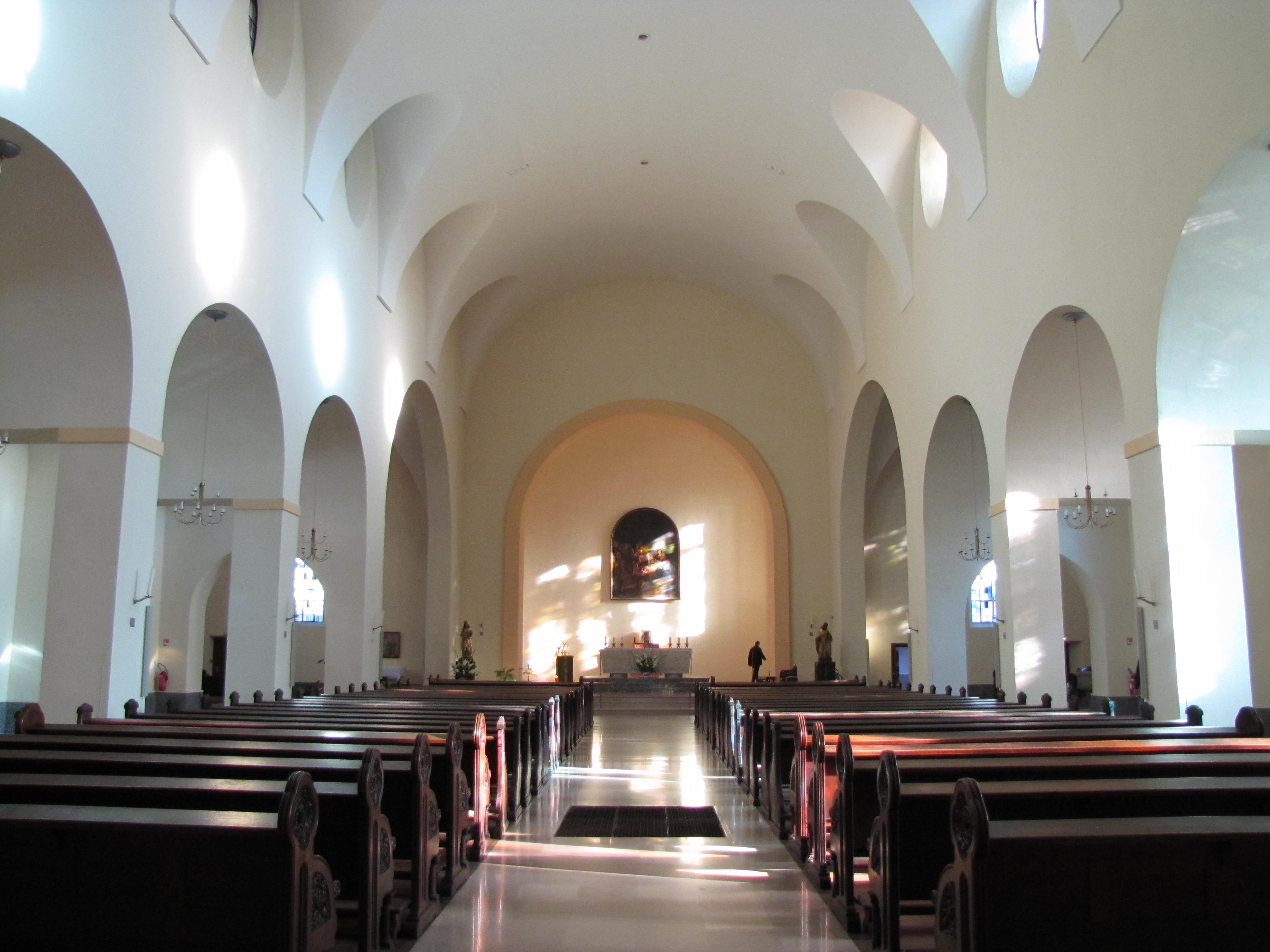
Blick in das rekonstruierte Kirchenschiff von Fritz Beblo

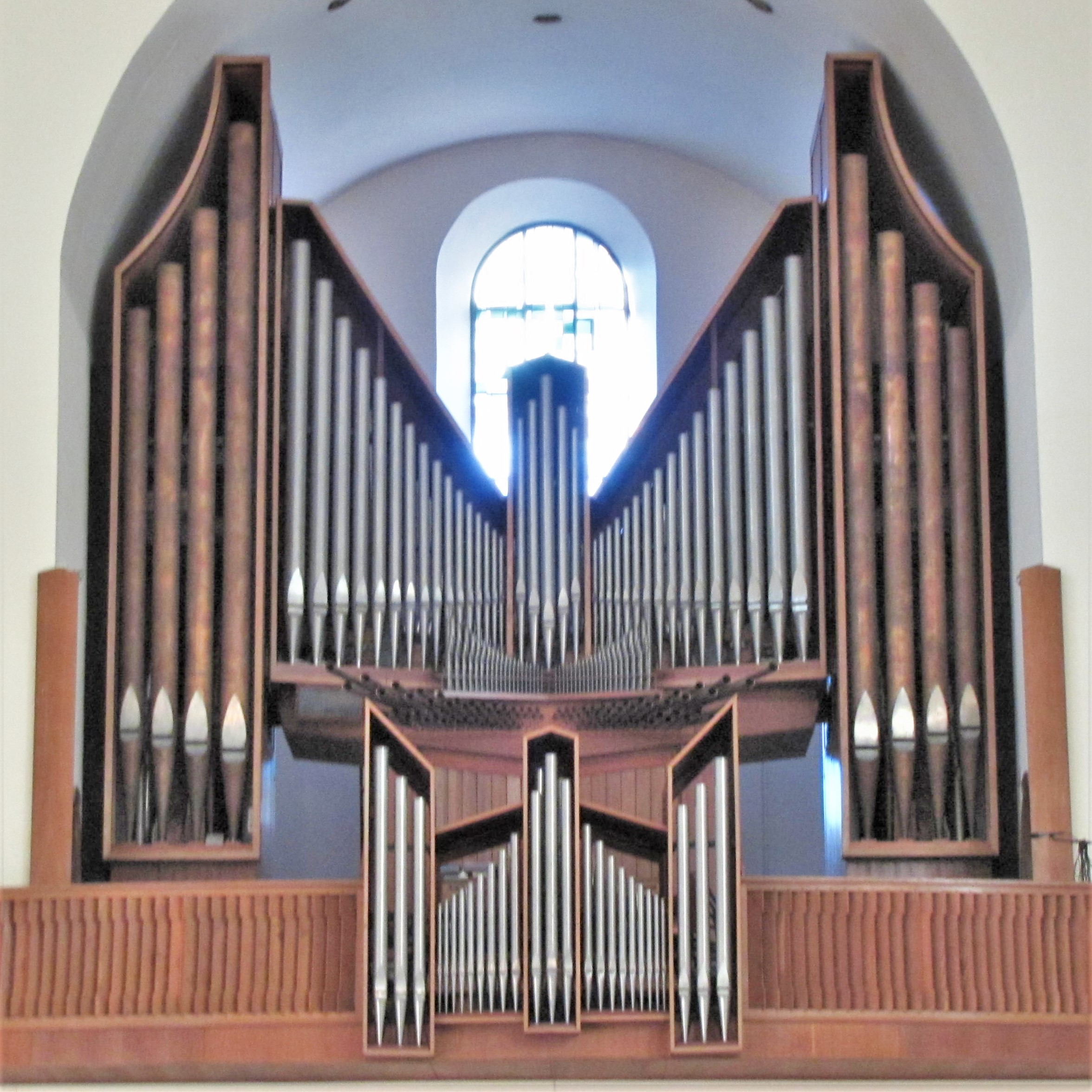
Orgelprospekt mit Rückpositiv

Die Magdalenenkirche (Église Sainte-Madeleine) ist ein katholischer Kirchenkomplex in Straßburg. Das zweimal fast vollständig zerstörte Gotteshaus stellt sich heute in einer Mischung aus Gotik und vereinfachtem Jugendstil dar.

## Geschichte
Von der ehemaligen Klosterkirche der Magdalenerinnen, dem letzten sakralen gotischen Bau in Straßburg (vollendet 1478), ist seit einem verheerenden Brand im Jahr 1904 nur der spätgotische Chor mit originalen Freskenresten erhalten. Er dient heute als Kapelle. Im Musée de l’Œuvre Notre-Dame befinden sich dazu Fragmente der ehemals zahlreichen Bleiglasfenster aus der Werkstatt von Peter Hemmel von Andlau. Johannes Calvin hatte an dieser Kirche gepredigt und Gottesdienste abgehalten.
An den alten Chor wurde die heutige Kirche von Fritz Beblo um 1907 rechtwinklig angefügt. Sie besitzt ein Tonnengewölbe nach dem Vorbild der Münchner Michaelskirche und einen auffälligen Glockenturm. Beblos Neubau ist um einiges größer als sein spätmittelalterlicher Vorgänger.
Beblos Werk wurde seinerseits am 11. August 1944 durch britische und amerikanische Bombenabwürfe schwer beschädigt und 1958 unverändert wieder aufgebaut.

## Ausstattung

### Orgeln
1965 erhielt die Kirche eine Orgel aus dem Hause Roethinger, die als eine der vielseitigsten der Stadt gilt. Vor der Zerstörung im Jahre 1944 hatte die Kirche bereits eine Roethinger-Orgel besessen. Die 1718 von Andreas Silbermann gebaute Orgel der ursprünglichen Kirche war ihrerseits bereits 1799 an die Stadt Lampertheim verkauft worden und gilt seit 1876 als verschollen. Das heutige Instrument hat 48 Register auf vier Manualen und Pedal. Es wurde zuletzt im Jahr 2004 von der Orgelbaufirma Kern (Straßburg) umfassend renoviert.
| I Positif de Dos C–g3 |        |
| Montre                | 8′     |
| Bourdon               | 8′     |
| Prestant              | 4′     |
| Flûte à cheminée      | 4′     |
| Nasard                | 2 ⁄3′  |
| Doublette             | 2′     |
| Tierce                | 1 3⁄5′ |
| Larigot               | 1 ⁄3′  |
| Fourniture IV         |        |
| Cymbale III           |        |
| Cromorne              | 8′     |
| Tremblant doux        |        |

| II Grand Orgue C–g3 |        |
| Montre              | 16′    |
| Montre              | 8′     |
| Bourdon             | 8′     |
| Prestant            | 4′     |
| Grosse tierce       | 3 1⁄5′ |
| Nasard              | 2 ⁄3′  |
| Doublette           | 2′     |
| Tierce              | 1 3⁄5′ |
| Fourniture V        |        |
| Cymbale IV          |        |
| Cymbale-tierce III  |        |
| Trompette           | 8′     |

| III Brustwerk expressif C–g3 |     |
| Gemshorn                     | 8′  |
| Unda maris                   | 8′  |
| Prestant                     | 4′  |
| Flûte à fuseau               | 4′  |
| Doublette                    | 2′  |
| Sifflet                      | 1′  |
| Cymbale IV                   |     |
| Douçaine                     | 16′ |
| Chalumeau                    | 8′  |
| Hautbois                     | 4′  |
| Tremblant doux               |     |

| IV Solo C–g3         |    |
| Cornet V             |    |
| Trompette en Chamade | 8′ |
| Clairon en Chamade   | 4′ |

| Pédale C–g1   |         |
| Principal     | 16′     |
| Soubasse      | 16′     |
| Grosse quinte | 10 2⁄3′ |
| Flûte conique | 8′      |
| Gros nasard   | 5 1⁄3′  |
| Principal     | 4′      |
| Flûte cônique | 2′      |
| Mixture IV-VI |         |
| Bombarde      | 16′     |
| Trompette     | 8′      |
| Clairon       | 4′      |
| Régale        | 2′      |

- Koppeln: I/II, III/II, IV/II, I/P, II/P, III/P, IV/P

Im nunmehr als seitliche Kapelle dienenden ehemaligen Chor der Kirche, dem eigentlichen gotischen Teil des Gebäudes, wurde Ende 2012 eine Orgel von Andreas Silbermann aufgestellt, die ursprünglich 1719 für die Abteikirche Marmoutier gebaut worden war. Das denkmalgeschützte Instrument wurde von Orgelbauer Quentin Blumenroeder aus Haguenau restauriert, nachdem es Jahrzehnte in einem unzugänglichen Teil des Palais Rohan gelagert worden war.

### Anbetung der Hirten
An der Rückwand des Chors hängt eine große Darstellung (Öl auf Leinwand, 382 × 282 cm) der Anbetung der Hirten. Dieses anonyme Gemälde aus dem 18. Jahrhundert, vermutlich nach italienischem Vorbild, befand sich früher in der Sakristei des Straßburger Münsters und wurde zu einem soweit unbekannten Zeitpunkt an der jetzigen Stelle angebracht. Es steht seit 1980 unter Denkmalschutz.

### Kreuzweg
Bis zum Brand von 1904 besaß die Kirche einen Kreuzweg von Joseph Melling, der aus fünfzehn Einzelgemälden (Öl auf Leinwand) bestand. Lange Zeit wurde angenommen, dass nur vier Stationen die Katastrophe überlebt hatten, doch tauchte 2017 noch ein fünftes, allerdings äußerst restaurierungsbedürftiges, Gemälde wieder auf.

## Umgebung
Von der früheren Klosteranlage ist um das angrenzende Schulgebäude noch ein Teil des ehemaligen Kreuzgangs zu besichtigen.

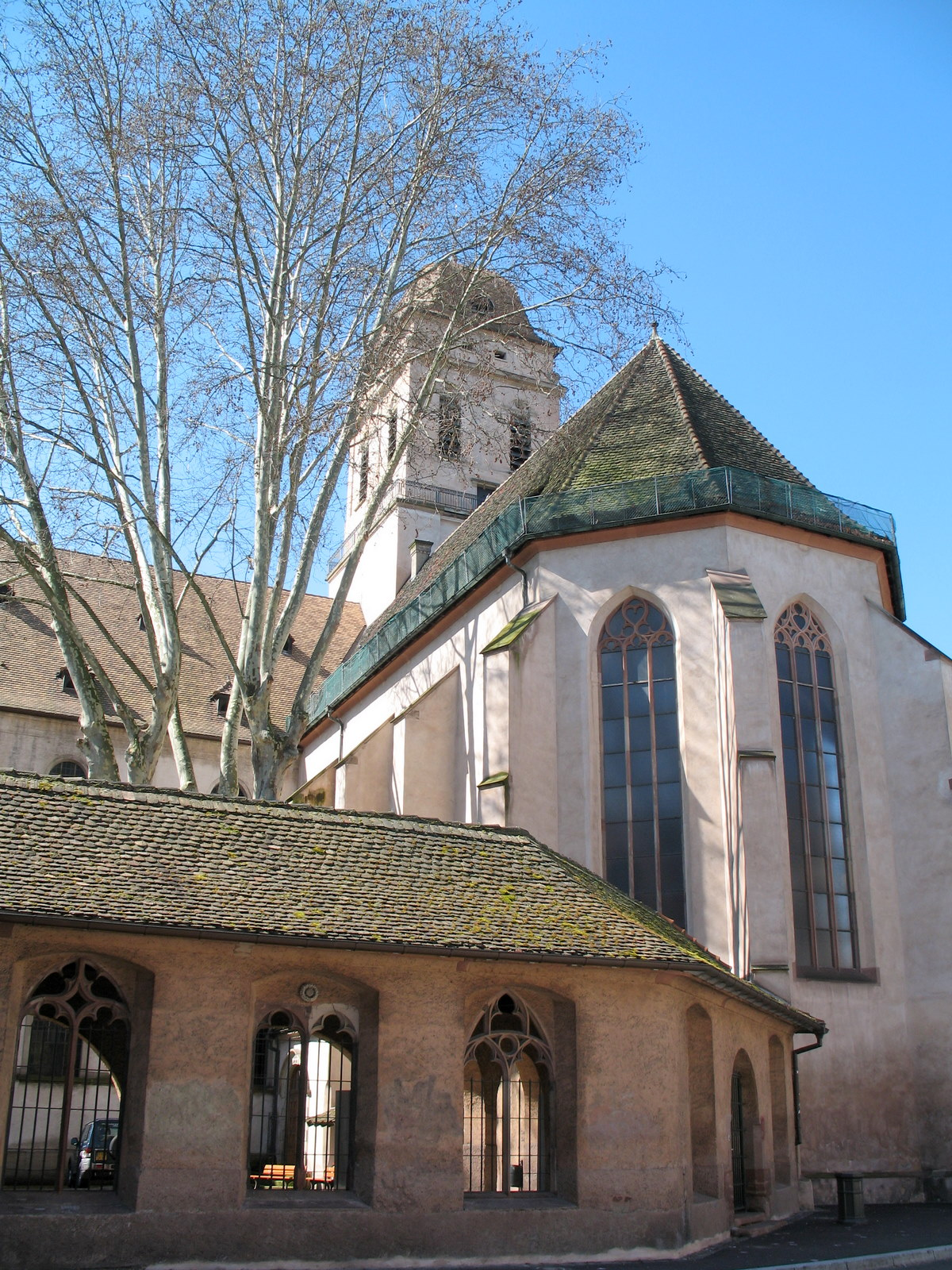
Gotischer Teil der Magdalenenkirche
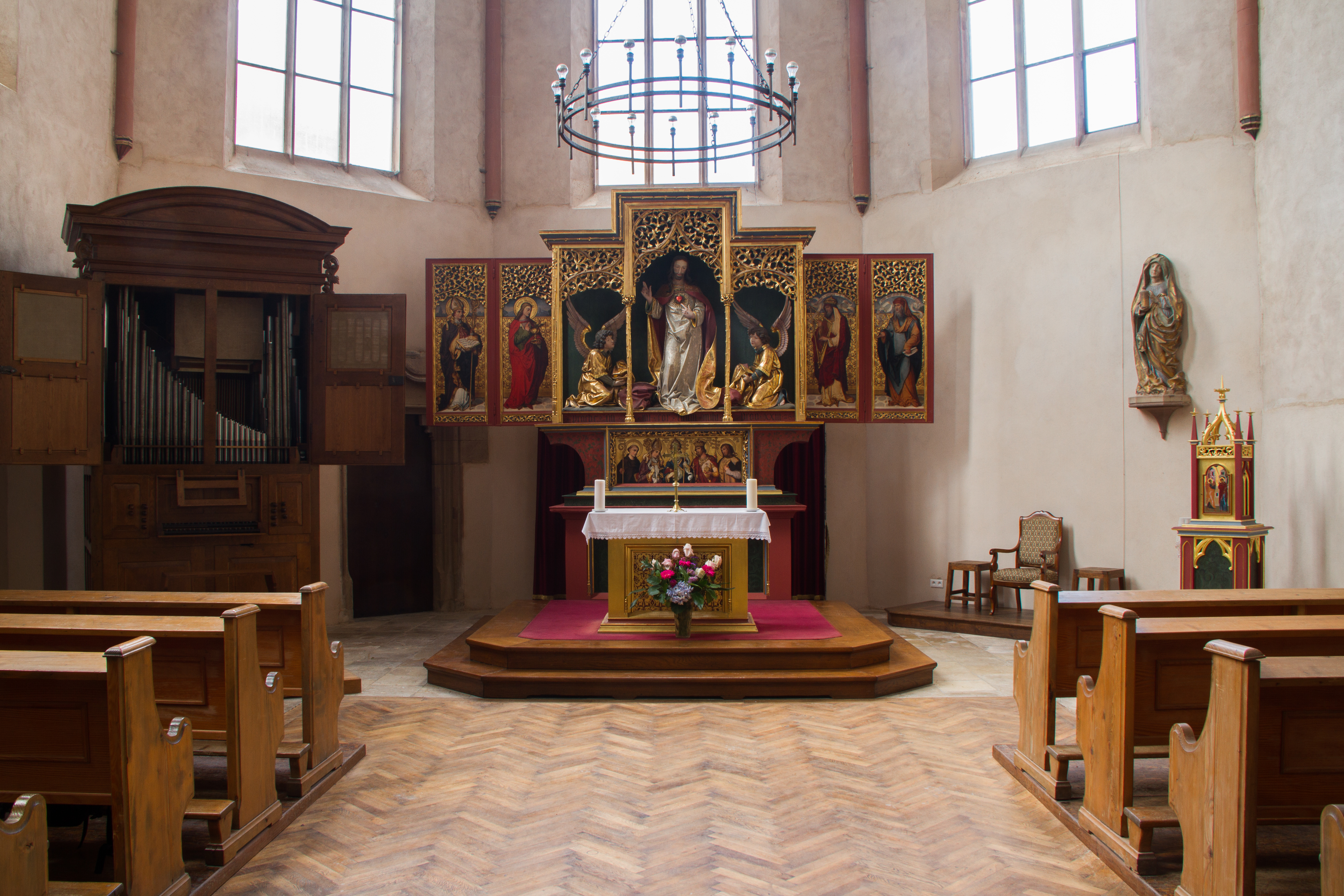
Seitenaltar und Silbermannorgel von 1719 im ehemaligen Chor
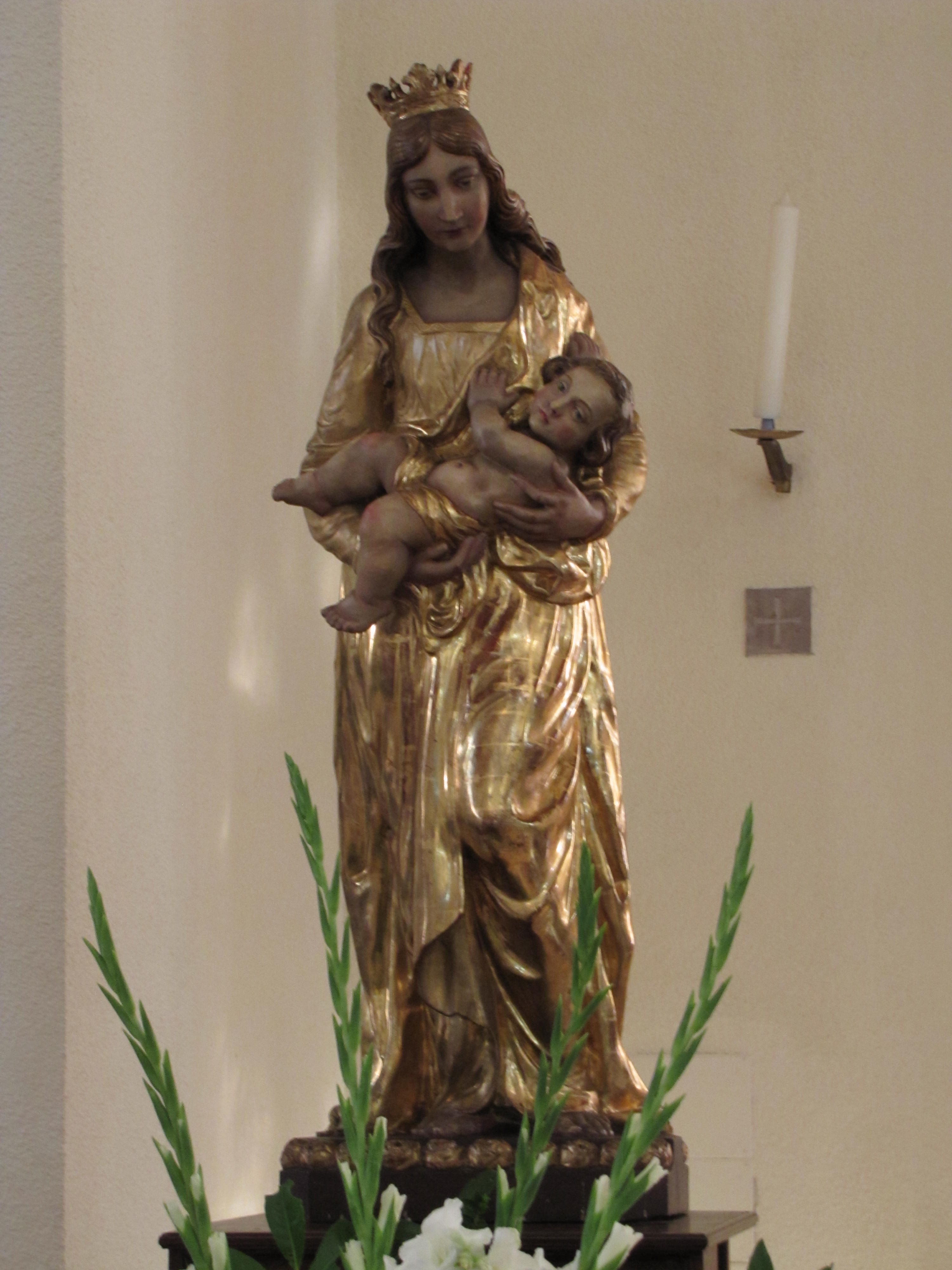
Marien-Statue mit Kind
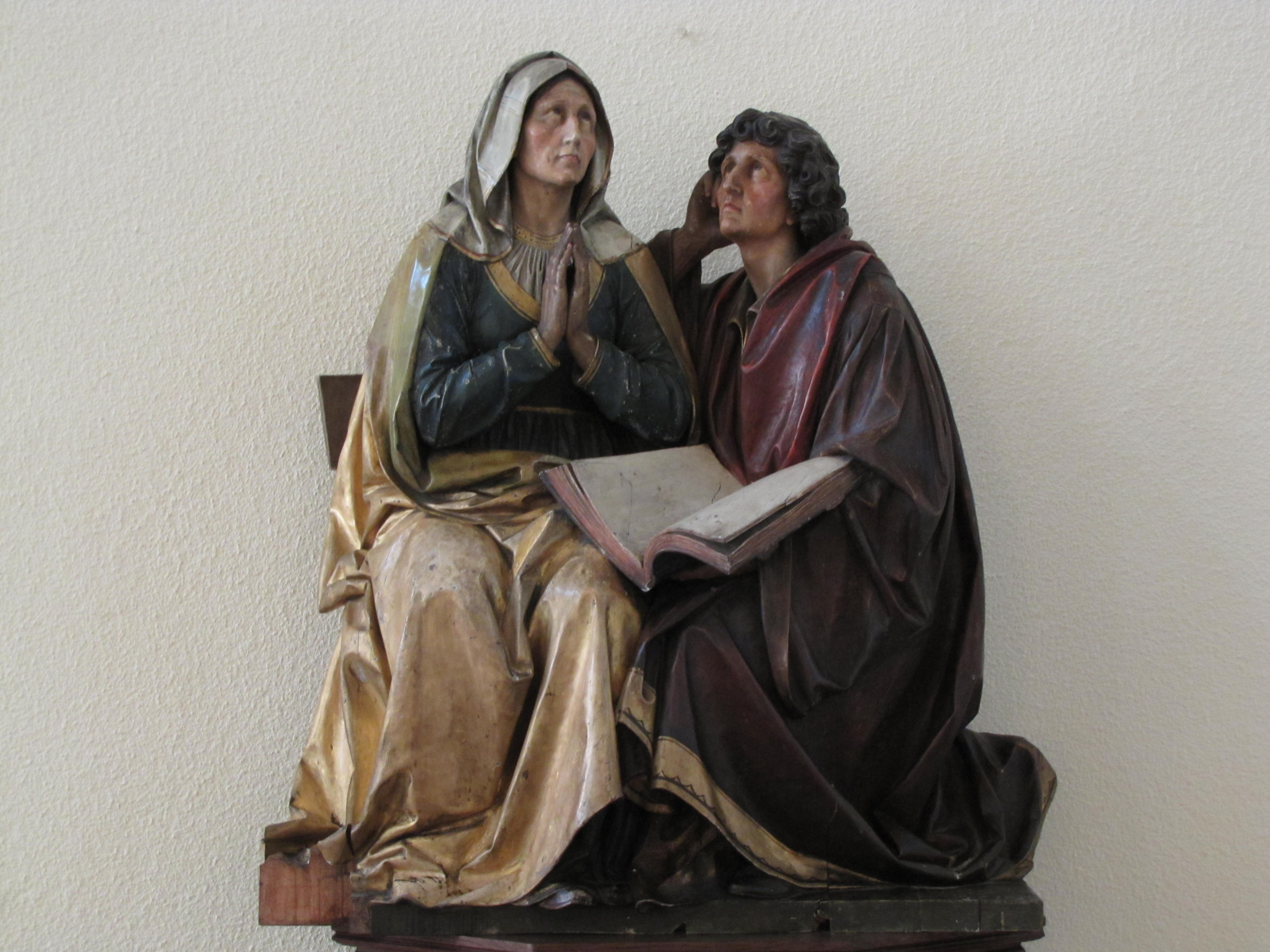
Statue der Heiligen Magdalena
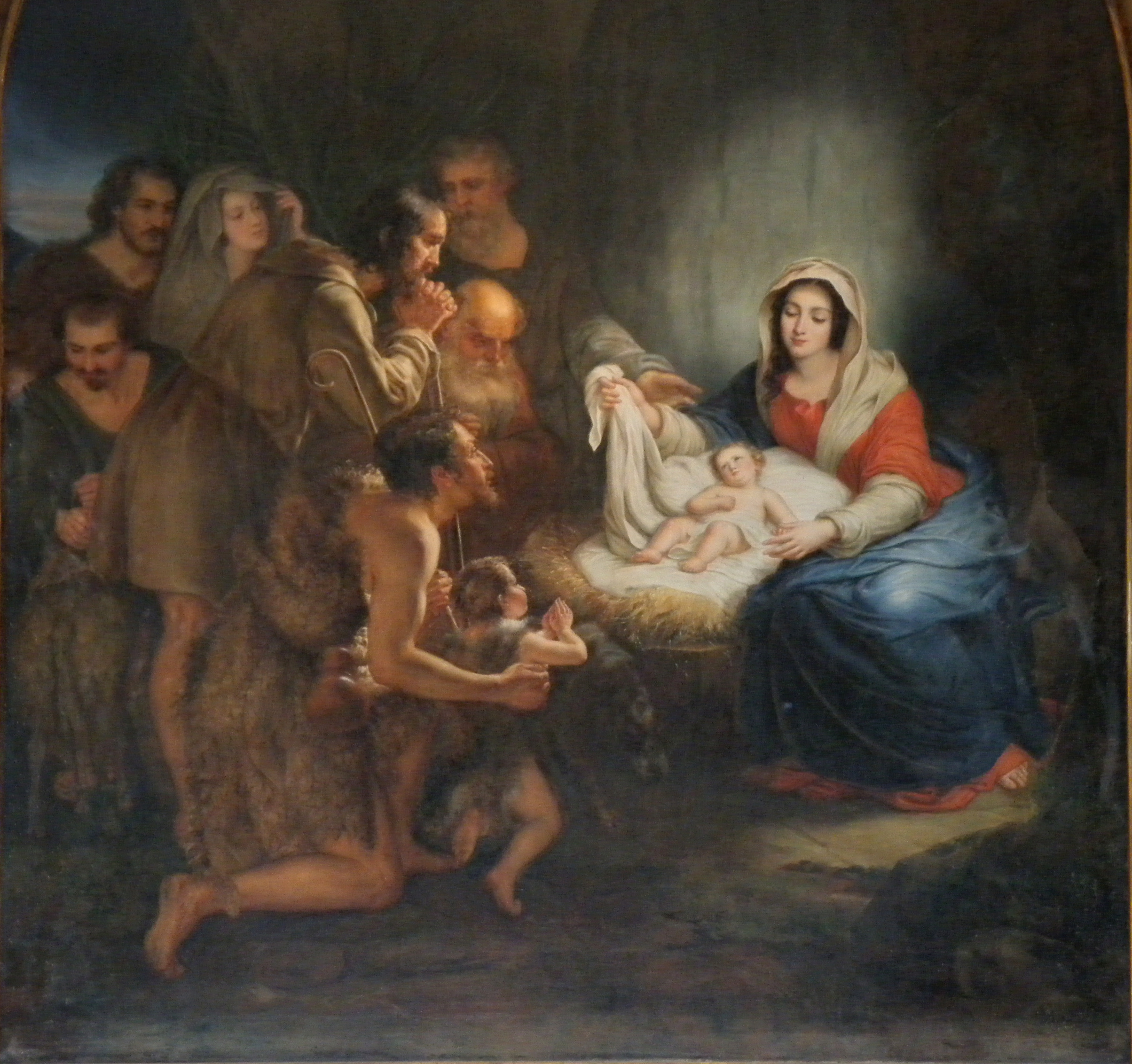
Anbetung der Hirten (Ausschnitt)